# Michaił Siwakou
Michaił Siarhiejewicz Siwakou, biał. Мiхаiл Сяргеевіч Сівакоў, ros. Михаил Сергеевич Сиваков, Michaił Siergiejewicz Siwakow (ur. 16 stycznia 1988 roku w Mińsku, ZSRR) – białoruski piłkarz grający na pozycji pomocnika.

## Kariera klubowa
Siwakow jest wychowankiem klubu Źmiena Mińsk, skąd w 2003 roku przeszedł do BATE Borysów. Zimą 2009 roku pozyskał go włoski klub Cagliari Calcio. 27 stycznia 2010 roku Siwakou został wypożyczony do Piacenzy w zamian za Belga Radję Nainggolana. Latem 2010 powrócił do Cagliari. 28 stycznia 2011 roku został wypożyczony na pół roku do Wisły Kraków. Latem 2011 przeszedł do belgijskiego Zulte Waregem, skąd w 2012 był wypożyczony do BATE. 3 stycznia 2013 białoruski klub wykupił definitywnie piłkarza. 18 marca 2014 za obopólną zgodą kontrakt Siwakowa z BATE został anulowany, a już następnego dnia pomocnik związał się z FK Homel. 27 czerwca 2014 przeniósł się do ukraińskiego Czornomorca Odessa. 28 stycznia 2015 przeszedł do azerskiego FK Qəbələ. 18 czerwca 2015 Białorusin został zawodnikiem ukraińskiej Zorii Ługańsk. 18 stycznia 2017 za obopólną zgodą kontrakt został anulowany, zaś dzień później zawodnik podpisał kontrakt z rosyjskim klubem FK Orenburg.

## Kariera reprezentacyjna
Siwakou występował w reprezentacjach juniorskich Białorusi:U-17, U-18 i U-19. Z młodzieżową reprezentacją Białorusi U-21 zajął trzecie miejsce na Mistrzostwach Europy U-21 w 2011 roku, pełniąc funkcję kapitana zespołu.

## Osiągnięcia

### BATE
- Wyszejszaja liha: 2006, 2007, 2008
- Puchar Białorusi: 2005-06

### Wisła Kraków
- Ekstraklasa: 2010-11